# Meyers Manx
La Meyers Manx era una automobile progettata e costruita dalla società fondata dall'artista, meccanico, costruttore di barche e surfista Bruce Meyers. La Manx venne prodotta dal 1964 al 1971 e il suo nome deriva da quello della razza di gatti senza coda Manx tipica dell'isola di Man. La Manx è la vettura che rappresenta il modello di vettura conosciuto come  Dune buggy o Beach Buggy, in quanto fu la prima Dune Buggy prodotta in serie della storia.
La vettura aveva carrozzeria in fibra di vetro che andava montata su un telaio di un Maggiolino Volkswagen del quale sfruttava anche il motore. La vettura era più corta di 36,2 centimetri (14 ¼ in) del Maggiolino per migliorare la maneggevolezza e ridurre il suo peso. Per questa ragione la Manx poteva vantare una rapida accelerazione e buone prestazioni in fuoristrada. L'auto di Meyers divenne molto conosciuta dopo la vittoria nella prima edizione della gara Mexican 1000, che precedette la Baja 1000 nella quale la Manx arrivò davanti a motociclette, altre auto e furgoni.
Ne sono state prodotte circa 6.000 dalla società fondata da Meyer ma altre 250.000 circa sono state prodotte, in tutto il mondo, da altri costruttori. Nonostante la vettura fosse un modello registrato Meyers non riuscì ad ottenere che la produzione delle copie venisse interrotta. La Manx è apparsa in molti film tra i quali Il caso Thomas Crown, nel quale viene utilizzata per una scena sulla spiaggia una Manx modificata e dotata di un motore a sei cilindri della Chevrolet Corvair.
Nel 2000 Meyers, dopo molto tempo, ha prodotto con la sua Mayer Manx Inc. una piccola serie limitata di cento esemplari della sua Classic Manx. Nel 2002 sono state presentati altri due nuovi modelli: la Manxter 2+2 e la Manxter DualSport. Queste due vetture sono state progettate per essere realizzate sul telaio del Maggiolino mantenendone il passo originale. Nel 2009 è stato il momento della presentazione di altri due modelli stavolta a passo corto. Sono state chiamate Kick Out dall'ultima azione che un surfista compie prima di raggiungere la spiaggia. Un primo modello, Kick Out Traditional, è in pratica una versione aggiornata della idea originale che portò alla creazione della Manx. Questo nuovo modello ha il cofano che si può aprire, parafanghi più larghi e un accesso al motore facilitato. Il secondo modello, Kick Out S.S., è decisamente più moderno ed ha fari anteriori sistemati in una scanalatura del cofano, parabrezza avvolgente, parte posteriore della carrozzeria lavorata e tetto con doppio roll-bar.